# Communications Decency Act
La Communications Decency Act de 1996 (abreviada CDA; en español: «Ley de Decencia en las Comunicaciones») fue una norma del Congreso de los Estados Unidos que buscaba prohibir la pornografía en Internet. En un caso de 1997, llamado Reno contra ACLU, la Corte Suprema de los Estados Unidos rechazó la ley por atentar contra la libertad de expresión.
La ley se originó en el Título V de la Telecommunications Act de 1996. Fue introducida en la Comisión de Comercio, Ciencia y Transportes del Senado por James Exon y Slade Gorton en 1995. La enmienda que se convertiría en la CDA fue añadida a la Telecommunications Act por el Senado, en una votación de 84 a favor y 18 en contra, el 15 de junio de 1995.
El título V afectó el Internet (y las comunicaciones en línea) en dos maneras; primero, intentó regular la indecencia y obscenidad (como se entienden estas definiciones en la cultura anglosajona) en el ciberespacio; en segundo lugar, la Sección 230 de la ley ha sido interpretada como un eximente de responsabilidad a proveedores de internet y usuarios de un «servicio de computación interactivo» frente a información otorgada por otro proveedor de contenidos.